# Kowary Zdrój
Kowary Zdrój – zlikwidowany przystanek osobowy, zlokalizowany był w Kowarach, powiat karkonoski, województwo dolnośląskie w Polsce. Został oddany do użytku 5 czerwca 1905 roku i nosiła nazwę Schmiedeberg Bornhöhe. Po wojnie przemianowana na Kuźnick Zdrój, następnie na Kowary Zdrój. 5 marca 1986 roku został on zamknięty dla ruchu pasażerskiego (odbywał się tutaj ruch towarowy), przed 28 listopada 2005 roku została ona całkowicie zlikwidowana, a trasa jest nieprzejezdna.
Przystanek opodal DW Przedwiośnie. Przystanek został zdewastowany tuż po 1945 przez przyjezdnych osadników – Polaków. Obecnie z trudem można zauważyć porośnięte chwastami resztki fundamentów.